# Mistrzostwa Świata w Półmaratonie 1998
7. Mistrzostwach Świata w Półmaratonie – zawody lekkoatletyczne, które odbyły się 27 września 1998 r. w szwajcarskim Usterze. W imprezie wzięło w sumie udział 394. biegaczy i biegaczek z 54. krajów.

## Rezultaty

### Mężczyźni
|               | Złoto                                                          | Srebro                                         | Brąz                                                   |
| Indywidualnie | Paul Koech 1:00:01                                             | Hendrick Ramaala 1:00:24                       | Khalid Skah 1:00:24                                    |
| Drużynowo     | Południowa Afryka · Hendrick Ramaala · Gert Thys · Abner Chipu | Kenia · Paul Koech · Shem Kororia · John Gwako | Etiopia · Ibrahim Seid · Girma Alemayehu · Addis Abebe |

### Kobiety
|               | Złoto                                                 | Srebro                                                     | Brąz                                                      |
| Indywidualnie | Tegla Loroupe 1:08:29                                 | Elana Meyer 1:08:32                                        | Lidia Șimon 1:08:58                                       |
| Drużynowo     | Kenia · Tegla Loroupe · Joyce Chepchumba · Leah Malot | Rumunia · Lidia Șimon · Cristina Pomacu · Constantina Diță | Hiszpania · Julia Vaquero · Mara Luisa Larraga · Roco Ros |

## Występy reprezentantów Polski

### Mężczyźni
- Krzysztof Przybyła zajął 50. miejsce z czasem 1:04:07
- Eryk Szostak zajął 55. miejsce z czasem 1:04:20
- Wiesław Figurski zajął 113. miejsce z czasem 1:08:31
- Drużynowo Polacy uplasowali się na 21. miejscu.

### Kobiety
- Dorota Gruca zajęła 53. miejsce z czasem 1:15:12